# Hadjout
Hadjout (în arabă حجوط) este o comună din provincia Tipaza, Algeria.
Populația comunei este de 48.561 locuitori (2008).